# دوک‌نشین لورن
دوک‌نشین لورن (فرانسوی: Lorraine‎: Lorraine
[lɔʁɛn] () [lɔʁɛn] (</img> گوش کن)؛ آلمانی: Lothringen: Lothringen
[ˈlo:tʁɪŋən] () [ˈloːtʁɪŋən] (</img> گوش کنید))، در اصل لورن علیا، یک دوک‌نشین بود که اکنون در منطقه بزرگتر لورن امروزی در شمال‌شرقی فرانسه قرار دارد. پایتخت آن نانسی بود.
در سال ۹۵۹ پس از تقسیم لوتارنژی به دو دوک‌نشین مجزا تأسیس شد: لورن علیا و لورن سفلی، غربی‌ترین بخش‌های امپراتوری مقدس روم. دوک‌نشین سفلی به سرعت برچیده شد، در حالی که لورن علیا صرفاً به عنوان دوک‌نشین لورن شناخته شد. دوک‌نشین لورن مورد طمع قلمروهای همسایه‌اش بود و برای مدت کوتاهی توسط دوک‌های بورگوندی و پادشاهان فرانسه اشغال شد.
در سال ۱۷۳۷، دوک‌نشینی به استانیسلاو لیزینسکی، پادشاه سابق لهستان و پدرزن لوئی پانزدهم پادشاه فرانسه، که تاج و تخت خود را در نتیجه جنگ جانشینی لهستان از دست داده بود، با این درک که پس از مرگ او به دست تاج و تخت فرانسه خواهد افتاد، واگذار شد. هنگامی که استانیسلاو در ۲۳ فوریه ۱۷۶۶ درگذشت، لورن به فرانسه ضمیمه و به عنوان یک استان مجدداً سازماندهی شد.

## تاریخ

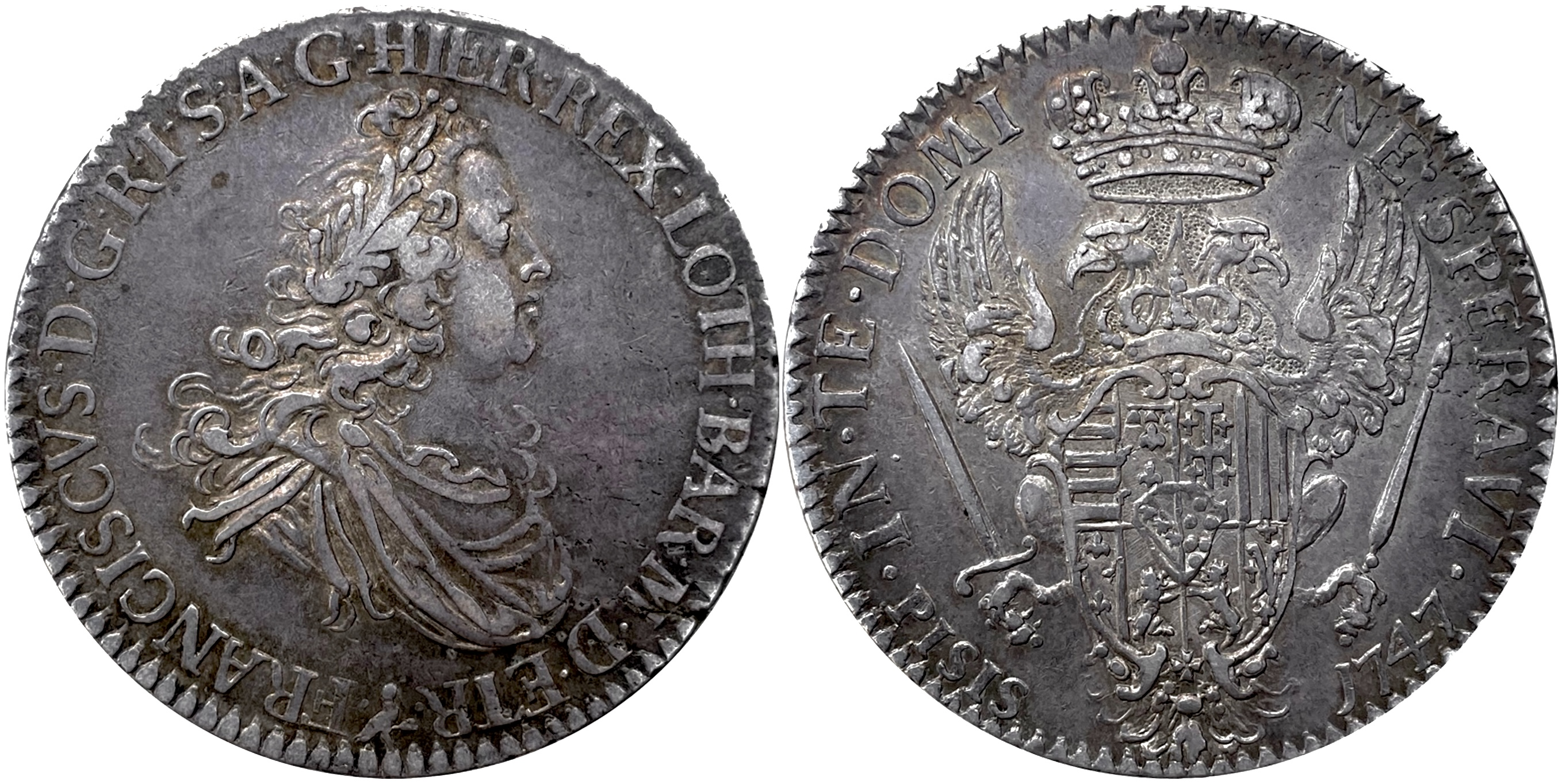
پرتره آخرین دوک لورن فرانسیس استفان روی سکه نقره ۱۰ پائولی در حالی که مقام دوک اعظم توسکانی را به ارث برد.

### لوتارنژی
سلف لورن، لوتارنژی، یک پادشاهی مستقل کارولنژی بود که تحت فرمانروایی شاه لوتار دوم لوتارنژی (۸۵۵–۸۶۹) بود. قلمرو آن در اصل بخشی از فرانک میانی بود که در سال ۸۴۳ توسط معاهده وردون، زمانی که امپراتوری کارولنژی بین سه پسر لوئی پارسا تقسیم شد، ایجاد شد. فرانک میانی به امپراتور لوتار یکم اختصاص داشت که به همین دلیل سلطنت لوتاری نامیده می‌شد. پس از مرگ او در سال ۸۵۵، این بخش بیشتر به سه قسمت تقسیم شد که پسرش لوتار دوم قسمت شمالی را در دست گرفت. سپس قلمرو او شامل قلمرو بزرگتری بود که از کنت‌نشین بورگوندی در جنوب تا دریای شمال ادامه داشت. در زبان فرانسه، این منطقه به نام Lorraine شناخته شد، در حالی که در آلمانی، در نهایت به نام Lothringen نامیده شد. در زبان آلمانی که زمانی در لورن صحبت می‌شد، پسوند -ingen به معنای یک خاصیت بود. بنابراین، در معنای مجازی، "Lotharingen" را می‌توان به عنوان "سرزمین متعلق به لوتار" یا ساده‌تر *قلمرو لوتارها* ترجمه کرد.
از آنجایی که لوتار دوم بدون وارث مرده بود، قلمرو او با معاهده ۸۷۰ میرسن بین خاوری و باختری امپراتوری فرانک تقسیم شد و در نهایت با معاهده ریبمونت در ۸۸۰ تحت سلطه فرانک خاوری قرار گرفت. پس از منقرض شدن کارولنژی‌های فرانک خاوری با مرگ لوئی بچه در سال ۹۱۱، لوتارنژی بار دیگر خود را به فرانک باختری متصل کرد، اما توسط پادشاه آلمان هاینریش یکم در سال ۹۲۵ فتح شد. در سال ۹۴۲، لوئی چهارم، پادشاه فرانسه، که در درگیر مقابله با رقیب خود هوگوی بزرگ بود، تمام ادعاهای خود را نسبت به لوتارنژی رد کرد.

### دوک‌نشین لورن علیا
در سال ۹۵۳، اتوی یکم، پادشاه آلمان، برادرش برونو به عنوان دوک بزرگ لوتارنژی منصوب کرد. در سال ۹۵۹، برونو دوک‌نشین را به لورن علیا و سفلی تقسیم کرد. این تقسیم پس از مرگ او در سال ۹۶۵ دائمی شد. دوک نشین علیا بیشتر از سیستم رودخانه «بالا» بود، یعنی در داخل و جنوب قرار داشت. لورن علیا برای اولین بار به عنوان دوک‌نشین موزل، هم در منشورها و هم در منابع روایی نامگذاری شد، و دوک آن دوکس Mosellanorum بود. استفاده از لوتارنژی برتر (Lotharingia Superioris) و لورن (Lorraine) در اسناد رسمی بعدها، در حدود قرن پانزدهم آغاز شد. اولین دوک و معاون برونو فردریک یکم بار، داماد خواهر برونو، هدویگ ساکسونی بود.
لورن سفلی به چندین قلمرو کوچکتر متلاشی شد و تنها عنوان " دوک لوتیر " باقی ماند که در اختیار برابانت بود. پس از اینکه دوک‌نشین موزل به تصرف رنه آنژو درآمد، نام «دوک‌نشین لورن» دوباره به کار گرفته شد، و تنها به صورت گذشته، آن را «لورن علیا» نامیدند. در آن زمان، چندین منطقه از هم جدا شده بودند، مانند دوک‌نشین لوکزامبورگ، انتخابگرنشین تریر، دوک‌نشین بار و " سه اسقف " وردون، متز و تول.
مرز بین امپراتوری مقدس روم و پادشاهی فرانسه در طول قرون وسطی نسبتاً ثابت باقی ماند. در سال ۱۳۰۱، کنت هانری سوم بار مجبور شد بخش غربی زمین‌های خود را به عنوان یک تیول توسط فیلیپ چهارم، پادشاه فرانسه دریافت کند. در سال ۱۴۷۵، دوک بورگوندی، شارل جسور، برای تصرف دوک‌نشین لورن لشکرکشی کرد، اما سرانجام در سال ۱۴۷۷ در نبرد نانسی شکست خورد و کشته شد. در معاهده چمبورد در سال ۱۵۵۲، تعدادی از شاهزادگان امپراتوری پروتستان شورشی در اطراف شاهزاده انتخابگر موریس ساکسونی، سه اسقف‌نشین خود را به آنری دوم پادشاه فرانسه برای جلب حمایت او واگذار کردند.
به دلیل تضعیف قدرت امپراتوری در طول جنگ سی ساله ۱۶۱۸–۱۶۴۸، فرانسه توانست در سال ۱۶۳۴ دوک‌نشین را اشغال کند و تا سال ۱۶۶۱ که چارلز چهارم به قدرت رسید، آن را حفظ کرد. در سال ۱۶۷۰، فرانسوی‌ها دوباره حمله کردند و چارلز را مجبور به تبعید کردند. برادرزاده و وارث او چارلز پنجم (۱۶۴۳–۱۶۹۰) عمر خود را در خدمت دودمان هابسبورگ گذراند. فرانسه در سال ۱۶۹۷، دوک‌نشین را طبق معاهده ریسویک به امپراتوری مقدس روم بازگرداند و به جنگ نه ساله پایان داد و پسر چارلز، لئوپولد (۱۶۷۹–۱۷۲۹)، دوک شد و به عنوان «لئوپولد خوب» شناخته شد. در جنگ ۱۷۰۱–۱۷۱۴ جانشینی اسپانیا، بخش‌هایی از لورن، از جمله پایتخت آن نانسی، دوباره توسط فرانسه اشغال شد، اما لئوپولد در قلعه لونویل به سلطنت ادامه داد.
در سال ۱۷۳۷، پس از جنگ جانشینی لهستان، توافقی بین پادشاهی فرانسه، دودمان هابسبورگ و خاندان لورن وودمونت، دوک‌نشینی را به استانیسلاو لژچینسکی، پادشاه سابق مشترک‌المنافع لهستان–لیتوانی واگذار کرد. او همچنین پدرزن پادشاه فرانسه لوئی پانزدهم بود که در جنگ جانشینی لهستان از نامزدی که توسط روسیه و اتریش حمایت می‌شد، شکست خورد. دوک لورن فرانسیس استفان، نامزد دختر امپراتور، آرشیدوشس ماریا ترزا، از دوک‌نشین بزرگ توسکانی، جایی که آخرین فرمانروای مدیچی اخیراً بدون هیچ مشکلی درگذشت، غرامت دریافت کرد. فرانسه همچنین قول داد که از ماریا ترزا به عنوان وارث دارایی‌های هابسبورگ تحت تحریم عملی ۱۷۱۳ حمایت کند. لژچینسکی لورن را با این درک پذیرفت که با مرگ او به پادشاهی فرانسه برسد. لقب دوک لورن البته به استانیسلاو داده شد، اما فرانسیس استفان نیز آن را حفظ کرد، و این عنوان برجسته در القاب جانشینان او (به عنوان نام خانوادگی غیر مدعی)، خانه هابسبورگ-لورن، به چشم می‌خورد. هنگامی که استانیسلاو در ۲۳ فوریه ۱۷۶۶ درگذشت، لورن به فرانسه ضمیمه شد و توسط دولت فرانسه به عنوان یک استان و با نام لورن مجدداً سازماندهی شد.